# 主人公
主角，或稱主人公、主人翁等，是故事的主要角色。主角做出影響情節的關鍵決定，主要是影響故事並推動故事發展，並通常是面臨最大情節變化的角色。如果一個故事包含一個子情節，或者是由幾個故事組成的敘事，那麼每個子情節可能都有各別的主角。
主人公是其命運最受讀者或觀眾關注的角色。在某些故事中，對立角色會提供障礙、製造衝突等，以考驗主角，揭示主角性格的優點和缺點等。
現今在電影及相關領域作品的獎項中，通常會將主人公分為男主角和女主角。

## 特點
主角是敘事的中心人物或視角的出發點。
- 在周紅興主編的《簡明文學辭典》指出：「在文學作品中，主角、主要人物，指的是同一個概念。」
- 在戲劇中，主角是走在劇情發展的主線人物。其次是男女主角（通常作為戀人角色）。同時，劇情也可以是講述男女主角的故事，而主角作為觀察者以及介入者的角色，從而改變整個局面。
- 在人物傳記類作品中，敘事主要圍繞主角展開。講述主角奮鬥的一生。
- 在第一人稱敘事作品中，“我”通常就是主角。

大部分作品通常只注重在於突出或表現男性角，女性人物則作為陪襯；市面上只有少數着力刻畫，真正的女性角的作品，不過近年有增加的趨勢。
正面的主人公通常具有許多美德，如英勇果敢、堅定不移、敢於犧牲等，是榜樣式的正面英雄形象。也有反面的版本，如地獄男孩/地獄男爵裡的男性主角。驚險小說、動作電影等的主角通常聰明敏捷、身手不凡，且有逢凶化吉的好運。
主角是做為觀眾或讀者，甚至是玩家，情感帶入的人物。主角會比較容易引起共鳴，大眾甚至會贊同主角的想法以及行為等等。通常演員或配音員名單上的首位角色，多為主角，不排除也有以登場先後為排名的書寫方式。而且，藝人的名氣也會影響其排名。
主角的死亡一般意味著一部作品的結束，但反觀其他人物，如其他次要人物的犧牲，並不會使故事結束。一般上正派主角會是與反派人物對抗到底，甚至是能夠打敗最終頭目，而獲得勝利的人物。別的例子則是主角擁有堅持到底的信念，而成功獲得可歌可泣的愛情或偉大的事業。
在一部作品裡，通常都會描寫主角的心理以及他/她的精神成長及改變。其他人物多數並不會作太詳細的說明。在某些作品中，有些主角甚至可以是大眾的分身。
複數（一個以上）的主角也存在，主要是在於電子遊戲中，提供於玩家的選擇。一般為男性或女性主角，例子為：《神奇寶貝》系列，沒被選中的主角將會以次要人物身份登場來補助主角。在遊戲中，主角是不能被其他人所取代，可說是固定出現的人物。
複數主角同時同台演出的例子為：任天堂的《火焰紋章：曉之女神》的米凱亞及艾克。然而，在特殊情況下，某些人物可以暫時性的成為主人公。前提是正式的主人公並不同時出現。另一例子就是無綫劇集《果欄中的江湖大嫂》中共有八個主角色的，但會同時出現。

## 分類
主人公有許多既定的類型：
- 執法者：正義的化身，有警官、法官、检察官等身份，公正、坚决地履行懲治罪犯的職責。在美國電影中也常有硬漢工作坊是個屬性。例如：電視劇《包青天》的官員包拯，電影《寒戰》的警官劉傑輝。

- 超級英雄：可謂之執法者的一種變體。主人公具備異常超能力，打擊犯罪、伸張正義。現實世界中的主人公不一定是成功的，但只要變身後就必然充滿力量。其形象不一定被故事裡的社會所廣泛認識，但他一出現就必然獲得人類的支持。另外有個存在條件是世界上的反派唯獨這主人公的能力才能消滅。例如：美國漫畫與電影的超級英雄如《超人》、《蝙蝠俠》、《鋼鐵人》、《蜘蛛人》，日本的《假面騎士》系列、《美少女戰士》。

- 硬漢：通常是美國動作電影的男性主人公，是军人、警察或强壮的民间人士，會不說廢話地使用某些直接的方式（比如武力）來達到其目的。某些美國動作電影的少数女性主人公也具有這種特徵。部份會以特務或間諜方式呈現，但因行為模式較符合硬漢條件，本質仍算硬漢。例如：電影《第一滴血》的退伍軍人藍波，電影《007》系列的男性主人公詹姆士龐德，電影《異形》的女性主人公Ripley。

- 成功人士：人物傳記類作品和港台商戰題材時裝劇的主人公。是在商業、政治、科研等社會活動中取得成功的商人、政治家、科學家等人物，有的擁有大量財富和很高的政治地位，有的清廉而享有盛譽。例如：電視劇《巨人》的商人樂言。

- 偵探：推理破案類作品的主人公。是聰明、冷靜、擅長邏輯推理和心理分析的智者形象，用自己的智慧揭穿罪案的真相。例如：偵探夏洛克·福爾摩斯，偵探金田一耕助。

- 間諜：間諜題材電影和一些香港警匪片的主人公。是訓練有素的間諜或打入敵人內部的臥底。例如：間諜占士邦，無間道的警方臥底陈永仁和黑社會臥底刘健明。

- 非典型英雄：通常這類作品以娛樂性質為主，亦具備對社會虛偽的道德規範表示諷刺之目的。主人公通常的形象是不修邊幅且超乎常理的樂觀，總是在做不按牌理出牌的行為，但由於被認為立意良善，儘管受盡外界的誤解，最後總能得好報。例如：《麻辣教師GTO》的中學教師鬼塚英吉，《烏龍派出所》的警察兩津勘吉。

- 違法者：描寫犯罪的文學、影視作品或動作電影的主人公。有的是歹徒、竊賊、黑幫分子等，有的则是俠盜、自警人士等。有時會是反英雄。例如：小說及電影《教父》的黑幫教父維托·柯里昂，侠盗亚森·罗宾，電影《鐘點戰》的男性主人公威爾‧沙洛斯，動漫《死亡筆記本》的夜神月。

- 純情少女：偶像劇的女性主人公。通常生長於單親家庭或家境貧困，青春年少，性格一般天真善良、樂觀積極，有的剛強好勝，有的則比較溫柔。會與男主角和其他角色發生複雜的感情糾葛。愛情小說與典型少女漫畫是盛產這類女性主人公的濫觴。近代作品中亦有純情少年的類型，有著痴情、能為愛人犧牲一切的理想性格。例如：《花樣男子》的女性主人公牧野杉菜，《暮光之城》的女性主人公貝拉‧史旺，電影《顛倒世界》的男性主人公亞當。

- 二級反派：部份兒童文學中的主人公。通常是只有一點小聰明，為達到動機不良的目標（如惡作劇）而努力，但最後都會失敗收場的人。他們性格不算邪惡，更不時展現出善良的一面，還會表現出滑稽搞笑的一面。亦常見於黑色幽默主題的作品。例如：《怪傑佐羅力》的主人公佐羅力和他的徒弟，《KERORO軍曹》中的KERORO小隊、《銀魂》中的阿銀曾經自稱反派。

- 熱血青年：少年漫画或者奇幻類少年小說的主人公。年輕而充滿激情，相信友情的力量、夥伴的羈絆等，敢於挑戰強大的邪惡勢力。傳統上以男孩為主，近年因社會倡導性別平等因素，這類主人公為女孩的作品有增加趨勢。例如：《聖鬥士星矢》的男性主人公星矢，《火影忍者》的男性主人公漩渦鳴人，動畫《神奇寶貝》的男性主人公小智，早期的《学园帝国》的女性主人公柳生纯平，《哈利波特》、《波西傑克森》與書同名的男性主人公，《飢餓遊戲三部曲》的女性主人公凱妮絲‧艾佛丁。

- 受難者：悲劇的主人公，亦常見於早期的寫實主義小說，作品通常有較高度的藝術傾向。為了傳達某種社會現象，需要藉由某個人物的創傷來揭示，因此會刻劃出一個受苦受難的主人公。主人公不一定在全程不停受難，但他受難的情節是劇情的最高峰。主人公在故事結尾可能重獲幸福與生機，也可能不幸去世。例如：《湯姆叔叔的小屋》的男性主人公湯姆，《茶花女》的女性主人公瑪格麗特。

- 後宮王：後宮型作品的主人公。性別主要都是男性，通常周遭圍繞著三個以上的主要女主人公，另會有大量的次要女主人公也圍繞在身邊，主人公特性會依劇情需求而設定不同，例如：輕小說《IS〈Infinite Stratos〉》的男性主人公織斑一夏、漫畫《出包王女》的男性主人公結城梨斗。作品亦可能帶有高度性遐想成份。另有逆後宮型作品是以女性為主人公並在周遭圍繞大量的男主人公。例如：漫畫《夢幻遊戲》的女性主人公夕城美朱和遊戲《歌之王子殿下》的女性主人公七海春歌。

## 相關
- 定型角色
- 對立角色
- 反派角色（奸角）
- 主角威能